# Championnat de Norvège masculin de volley-ball
Le Championnat de Norvège de volley-ball masculin est une compétition de volley-ball masculin créée en 1973 opposant les meilleurs clubs de Norvège.

## Palmarès
| - 1973 : Olso SI - 1974 : Olso SI - 1975 : Olso SI - 1976 : Bergen SI - 1977 : Olso SI - 1978 : Olso SI - 1979 : Bergen SI - 1980 : Bergen SI - 1981 : KFUM Oslo - 1982 : BK Tromsø - 1983 : BK Tromsø - 1984 : Hellerasten VBK - 1985 : BK Tromsø - 1986 : Hellerasten VBK - 1987 : Ulriken VBK | - 1988 : Ulriken VBK - 1989 : Ulriken VBK - 1990 : Randaberg IL - 1991 : Skien VBK - 1992 : Kolbotn IL - 1993 : Skien VBK - 1994 : Skien VBK - 1995 : Båtsfjord SK - 1996 : Båtsfjord SK - 1997 : Nyborg VBK - 1998 : Askim VBK - 1999 : Mosjøen VBK - 2000 : Nyborg VBK - 2001 : Kristiansund VBK - 2002 : Nyborg VBK | - 2003 : Kristiansund VBK - 2004 : BK Tromsø - 2005 : Nyborg VBK - 2006 : Kristiansund VBK - 2007 : BK Tromsø - 2008 : Førde VBK - 2009 : Nyborg VBK - 2010 : Nyborg VBK - 2011 : Nyborg VBK - 2012 : Nyborg VBK - 2013 : Førde VBK - 2014 : Nyborg VBK - 2015 : Nyborg VBK - 2016 : Førde VBK - 2017 : Førde VBK | - 2018 : TIF Viking - 2019 : Førde VBK - 2020 : TIF Viking - 2021 : Compétition annulée - 2022 : IL Koll - 2023 : TIF Viking - 2024 : IL Koll |